# 自由之声电台
自由之声电台（：／）是针对的广播。广播语言为语，用頻率調製广播，节目内容由大韩民国国防部负责。

## 概况
1962年开始使用扩音器对朝鲜广播，主要收听区域位于朝韩非军事区，在1972年南北共同声明发表之后，广播暂时停止。在1980年，恢复对朝鲜广播。2004年6月14日停止使用扩音器对朝鲜进行广播。在天安号沉没事件发生后，2010年5月24日，开始恢复对朝鲜进行广播，不过改为使用FM。使用频率为103.1MHz和107.3MHz，一天播出3次。白天覆盖半径为10km，晚间为24km，目前此广播在开城可以接收到。在未来，还会用使用中波进行播音的计划。